# 広瀬神社 (伊豆の国市)
広瀬神社（ひろせじんじゃ）は、静岡県伊豆の国市田京にある神社。式内社で、旧社格は県社。

## 歴史
1596年の上梁文によると、天平年中（729-749年）、伊予国福田荘から遷すという。『全国神社祭祀祭礼総合調査』には733年創建とある。
延喜式の式内社（小）「広瀬神社」に比定されている。
1590年の小田原攻めの際に兵火に遭い焼失したが、1596年に再建された。
祭神の島溝樴姫は三嶋大社の祭神事代主命の后である。三嶋大社が現在後に遷祀する途中、一時的に祀られていたとされ、現在も同大社とは密接なつながりがある。
毎年11月3日には例大祭が行われ、三番叟が演じられるほか、各地域から6台の山車が運行される。山車の運行は2020年（令和2年）に新型コロナウイルスの感染拡大を受けて中止。2023年（令和5年）に再開されたが経験不足が生じて1台の山車が転倒、19人が死傷する事故も起きた。
境内には、地元の歌人穂積忠の歌碑がある。忠は折口信夫、北原白秋の門下生である。息子に俳優の穂積隆信がいる。

## 境内

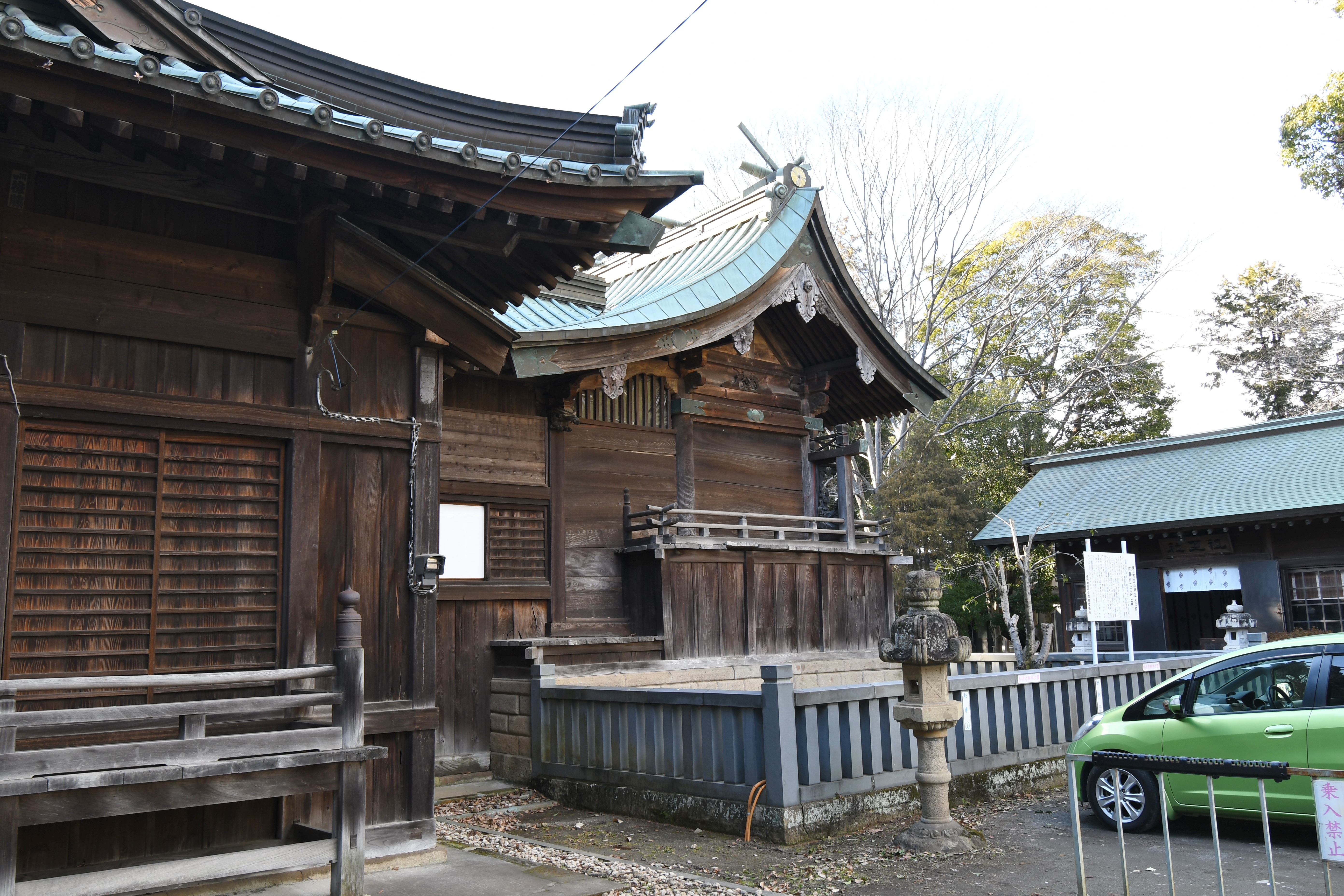
本殿
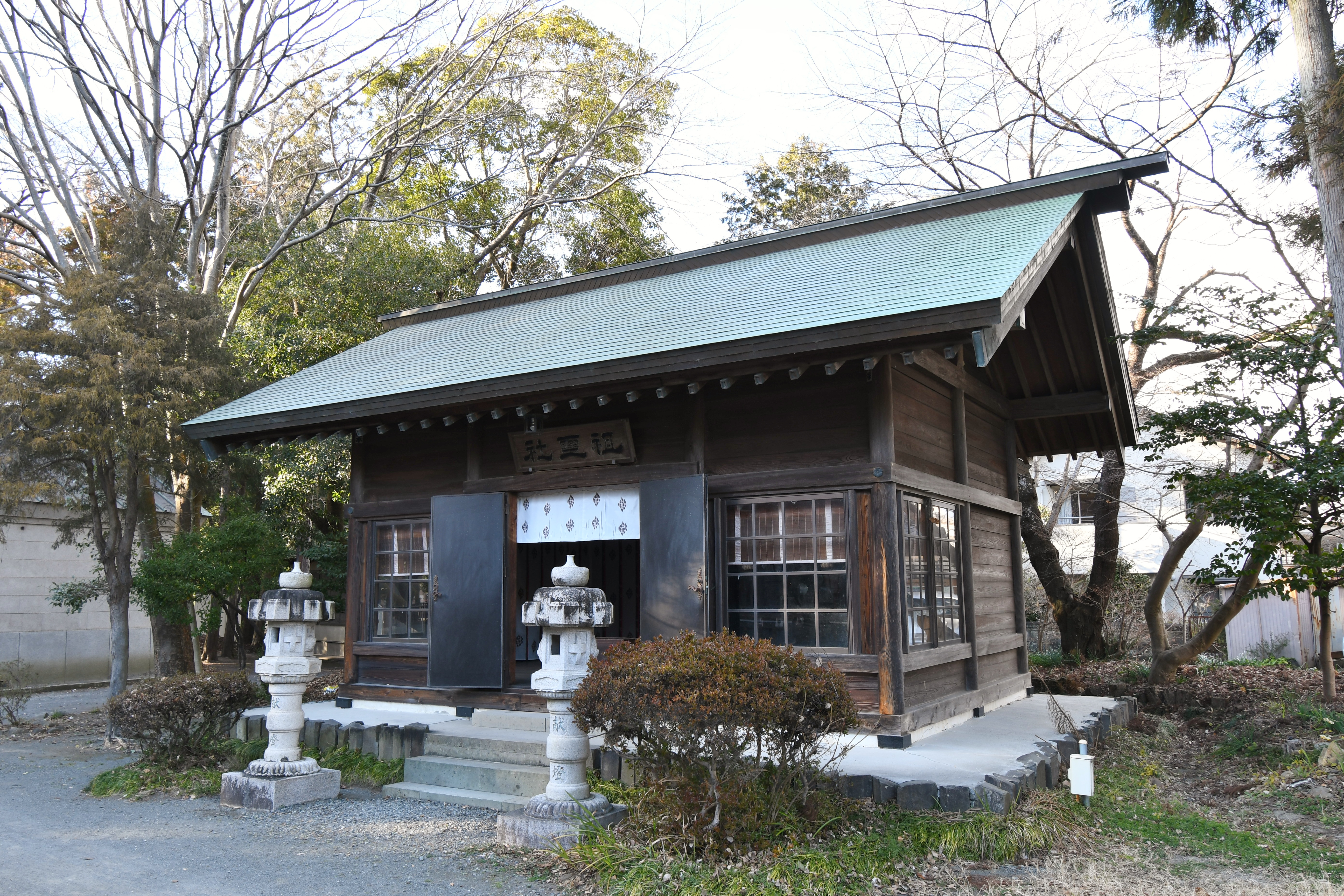
祖霊社
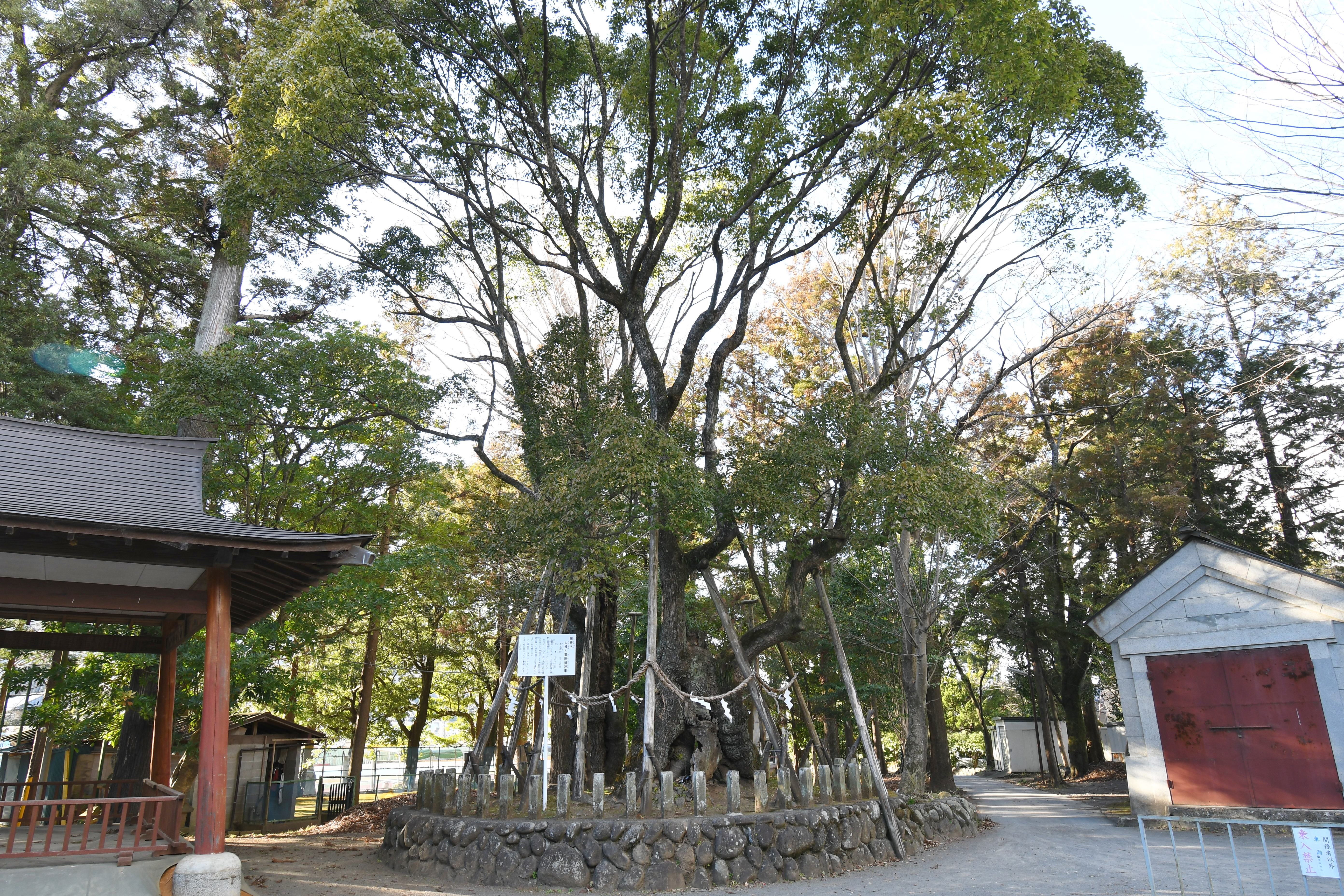
神木の大楠（伊豆の国市指定天然記念物）
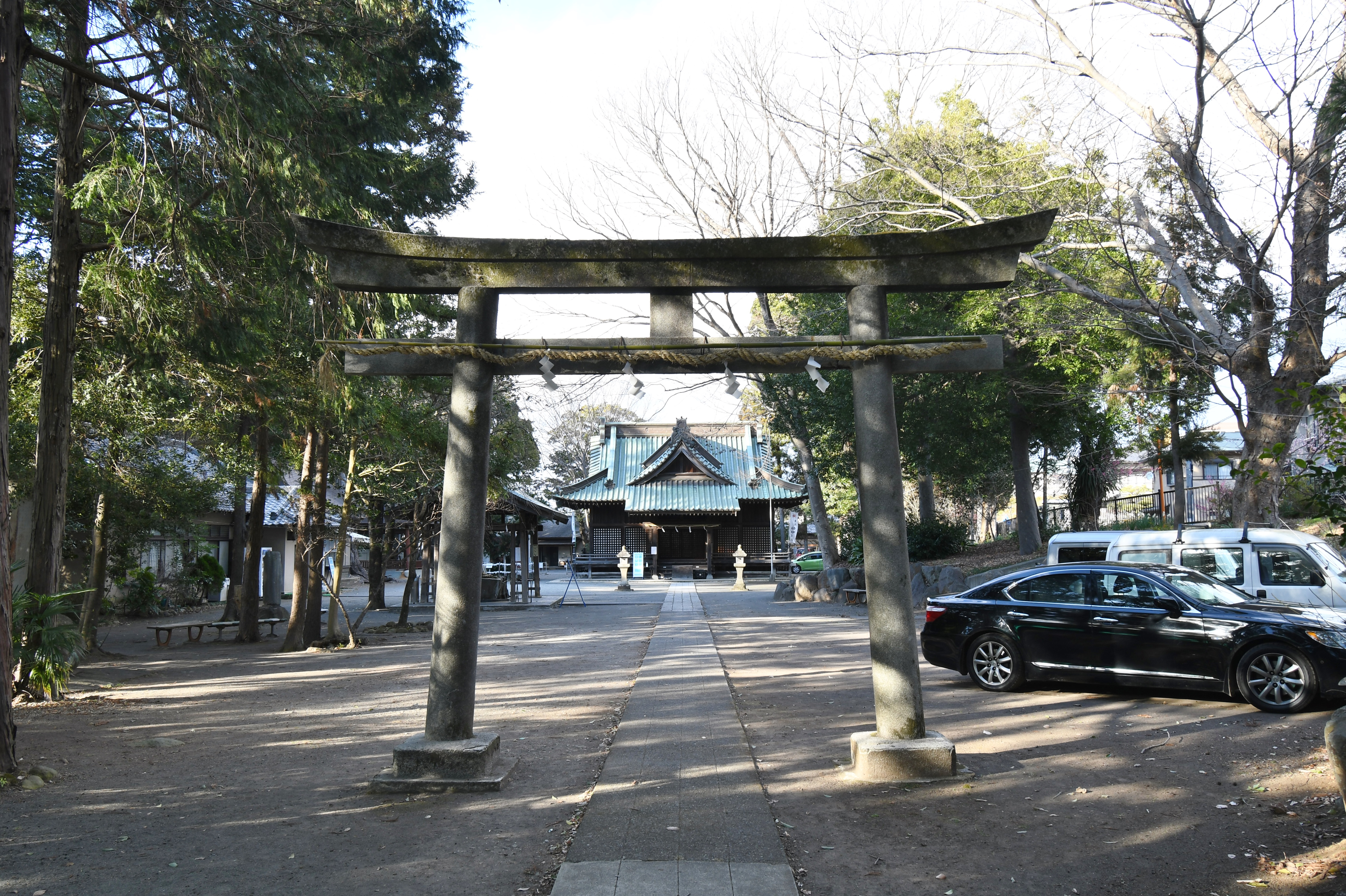
境内鳥居
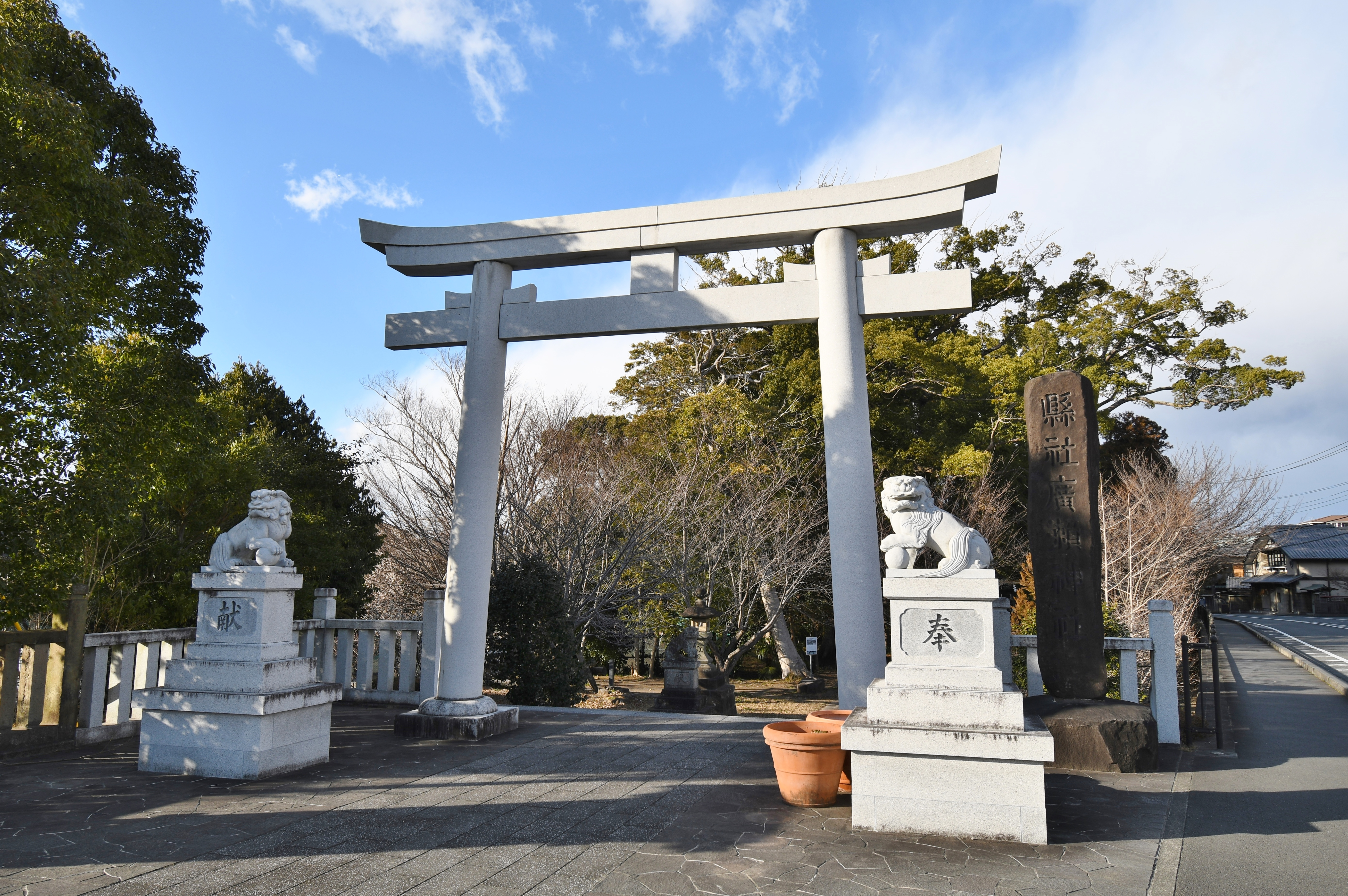
大鳥居

## 文化財

### 伊豆の国市指定文化財
- 天然記念物
  - 広瀬神社の杜
- 無形民俗文化財
  - 式三番

## 交通アクセス
- 田京駅より徒歩7分。